# Agios Theodosios (Achelia)

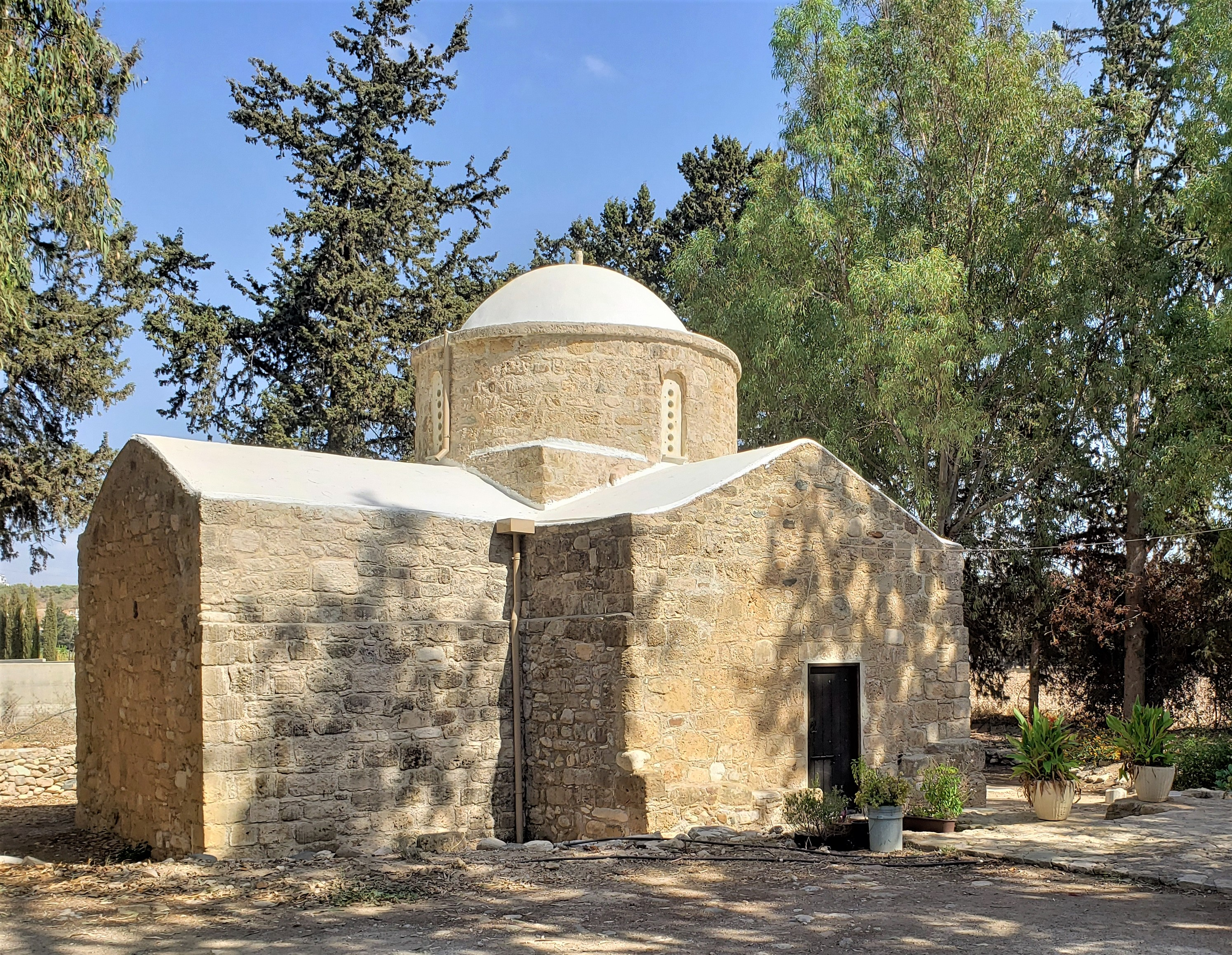
Die Kapelle Agios Theodosios in Achelia

Agios Theodosios (griechisch Αγίου Θεοδοσίου) ist eine Kapelle der zyprisch-orthodoxen Kirche in Achelia im Bezirk Paphos auf Zypern.

## Beschreibung
Die byzantinische Kreuzkuppelkirche mit dem Patrozinium Theodosios der Koinobiarch entstand im 12. Jahrhundert möglicherweise als Kirche eines kleinen Klosters. Im Inneren haben sich Teile von Fresken erhalten, darunter in der Südseite des westlichen Kreuzarms eine Darstellung der heiligen Peter und Paul aus dem 13. Jahrhundert. Aus dieser Zeit stammen auch Reste von Malereien, die den heiligen Georg, möglicherweise den heiligen Demtrios und einen unidentifizierten Heiligen darstellen. Aus einer zweiten Ausmalungsperiode im 16. Jahrhundert haben sich im nördlichen Kreuzarm Darstellungen verschiedener Heiliger erhalten, darunter eine Gruppe stehender Heiliger mit der Jungfrau Maria. Römische Spolien, darunter ein Cippus, dienen als Altartisch.